# Грабров Поток
Грабров Поток је насељено место у општини Велика Лудина, у Мославини, Република Хрватска. До нове територијалне организације у саставу бивше велике општине Кутина.

## Становништво
| Националност       | 1991.        |
| Хрвати             | 135 (95,74%) |
| Срби               | 1 (0,70%)    |
| Југословени        | 0            |
| остали и непознато | 5 (3,54%)    |
| Укупно             | 141          |